# Arkiv förlag
Arkiv förlag är ett svenskt bokförlag grundat 1974. Förlaget ägs av den allmännyttiga Stiftelsen Arkiv för främjande och spridning av samhällsvetenskaplig och historisk forskning. Det har sitt säte i Lund. 

## Moderna klassiker
Arkiv förlag ger sedan 1974 ut facklitteratur, avhandlingar, studiehäften och klassiker inom bland annat samhällsvetenskap och historia. Mest känd är serien Moderna klassiker som samlar några av samhällsvetenskapens mest inflytelserika tänkare som Theodor W. Adorno, Pierre Bourdieu, Michel Foucault, Jürgen Habermas, Claude Lévi-Strauss och C. Wright Mills. Vidare märks bland annat Perry Anderson, Marshall Berman, Roland Barthes, Norbert Elias, Albert O. Hirschman, Eric Hobsbawm och Karl Polanyi. 
Förlaget publicerade 2009 Elinor Ostroms bok Governing the Commons på svenska (Allmänningen som samhällsinstitution) samma år som hon som första kvinna tilldelades Sveriges Riksbanks pris i ekonomisk vetenskap till Alfred Nobels minne.

## Andra bokserier
Några andra bokserier är Arkiv avhandlingsserie, Lund studies in Social Welfare, Arkiv klassikerserie och Arkiv studiehäften. Ett annat projekt är Kapitaletutgivningen. Kapitalets första band kom i nyutgåva 2013 med en ny inledning (även i särtryck) av Mats Lindberg (tidigare Mats Dahlkvist). Industriarbetarnas arbetsförhållanden uppmärksammas i den 1987-1990 utgivna bokserien Det svenska arbetets historia. I Pandora-serien publiceras vetenskaplig litteratur om genus, teknik, sjukvård, riskhantering m.m.

## Distribution av UR-böcker, Cavefors mm
Arkiv förlag distribuerar även en del av Bo Cavefors och Zenits gamla utgivning samt serien Välfärdsstat, medier och modernisering om utbildningsprogrammens och Utbildningsradions (UR) historia.

## Tidskriften Arkiv
Förutom att driva förlaget ger stiftelsen också ut tidskriften Arkiv. Tidskrift för samhällsanalys, som utkom med sina första nummer 2013. En föregångare var Arkiv för studier i arbetarrörelsens historia, som mellan 1972 och 2009 gavs ut i 99 nummer. Den nya tidskriftens artiklar publiceras löpande på nätet och går att gratis ladda ned. Ett par av den äldre tidskriftens nummer är nedladdningsbara i sin helhet.    